# Tarsoporosus macuira
Tarsoporosus macuira es una especie de escorpión de la familia Scorpionidae descrita por Teruel y Roncallo en 2007.

## Descripción
Tarsoporosus macuira e una especie de tamaño mediano tamaño (40-41 mm) para el género. Cuerpo de color marrón claro a amarillo, con pedipalpos y metasoma más oscuro; quelas, caparazón y tergitos denso, pero de forma difusa con dibujos de color marrón oscuro reticulaciones, pedipalpos y metasoma con carenas y los dedos. Caparazón y tergitos con áreas lisas y gránulosos simétricamente intercalados. Meta-soma con el tegumento intercarinal suave y totalmente desprovisto de granulación en los segmentos I-IV. Pedipalpo chela sólida, fuertemente carenado y cubierto por reticulaciones granulosas en las superficies dorsoexternal. Diente pectinales contar con 12-14.

## Distribución
Localidad típica: Riohacha y la serranía de Macuira en la península de La Guajira colombiana.
La especie fue descrita originalmente para Colombia los alrededores de Riohacha, en la región en la serranía de Macuira Departamento de La Guajira Para Venezuela ha sido señalada Isla de Toas, Lago de Maracaibo, municipio insular Almirante Padilla, Zulia.